# 젠더 감수성
젠더 감수성이란 상호 간 대우를 통해 일생에서 어떻게 젠더가 역할을 수행하는지 알게 되는 과정을 말한다. 젠더 관계는 전 세계 모든 기관에 존재하며, 젠더 감수성은 특히 특권을 인식하고 젠더에 대한 차별에서 나타나는데, 일반적으로 여성이 사회에서 불이익을 받는 것으로 여겨진다. 최근 몇 년간 국제적인 젠더 감수성 인식에 큰 진전이 있었고, 이는 모든 젠더 그룹 구성원들의 생활 및 근무 환경 개선에 기여하고 있다. 또한 보다 효과적인 의료 서비스에도 기여한다. 젠더 감수성 훈련은 사람을 교육할 때, 그 중에서도 직원들에게 그들의 일생이나 직장에서 좀 더 젠더에 대해 민감성을 일깨우기 위해 행해진다. 이런 종류의 훈련은 미국에서 더 유명해졌으며 특히 의료나 교육과 같은 서비스 분야에서 인기가 많아지고 있다.

## 의료 분야에서의 젠더 감수성
재생산 건강에서의 젠더 감수성은 성 (생물학), 성정체성, 혼인 여부, 성적 지향 또는 나이에 관계없이 모든 고객을 동등하게 존중하는 데 달려있다. 젠더 감수성 서비스의 지표는 다음과 같다. 성별 또는 젠더에 근거하여 고객을 차별하거나 고정관념을 가지지 않는 것, 모든 고객을 동등하게 존중하는 것, 모든 직원에게 젠더 감수성 훈련을 제공하는 것, 그리고 여성 의료 제공자의 적절한 대표성을 제공하는 것이다. 젠더 감수성 진료는 또한 모든 고객에 대한 치료의 정보에 입각한 동의에 달려있다. 서비스 제공자가 젠더 감수성 진료를 제공하면 고객은 해당 제공자로부터 추가 서비스를 찾을 가능성이 높아질 수 있다.
다른 효과적인 젠더 감수성 관행에는 동일 젠더 임상의-환자 짝짓기 옵션 제공과 개인 안전 및 사생활과 관련하여 젠더별 요구 사항에 대한 인식이 포함된다. 비이분법적이고 젠더 비순응적인 인구의 고유한 요구를 다루는 것은 의료 공간에 존재하는 젠더 고정관념을 깨는 것과 마찬가지로 의료 분야 젠더 감수성의 또 다른 중요한 특징이다.

## 젠더 민감화와 아동
젠더 감수성은 젠더 민감화로 알려진 과정을 통해 실현된다. 젠더 민감화는 남성과 여성이 자신의 젠더에 대해 고정관념적이고 합리적인 것이 무엇인지 볼 수 있도록 함으로써 남성과 여성의 평등을 촉진한다. 따라서 교사들은 교실을 운영하고 학생들과 상호작용하는 방식을 통해 아동에게 젠더 민감화에 대해 가르칠 수 있는 위치에 있다. 어린 나이에 학생들을 젠더에 민감하게 만드는 데 성공한 교사들은 아동의 사고방식에 변화를 줄 수 있으며, 이는 아동기와 평생 동안 사회적 낙인을 깨는 위치에 놓이게 한다.
아이들에게 젠더에 민감하게 가르치는 것은 또한 아이들의 부모나 보호자에게 크게 의존한다. 아이들은 두세 살쯤에 젠더 정체성을 발달시키기 시작한다. 이 나이에 젠더 정체성은 젠더에 민감하든 아니든 부모로부터 오는 메시지를 통해 강화된다. 젠더에 민감하지 않고 어린아이들이 부모를 통해 들을 수 있는 흔한 표현은 "남자는 남자다"이다. 젠더에 대한 비젠더 민감성 강화의 다른 예로는 아이들에게 분홍은 객관적으로 여성스러운 색이고 파랑은 객관적으로 남성스러운 색이라고 가르치는 것, 그리고 어린 소녀들에게는 인형을 가지고 놀도록, 소년들에게는 장난감 트럭을 가지고 놀도록 영향을 미치는 것이 포함된다. 이분법적인 젠더에 부합하지 않는 젠더 정체성에 대해 아이들을 교육하는 것은 이러한 정체성과 관련된 낙인을 깨는 데 도움이 된다.

## 젠더 감수성 훈련
젠더 감수성 문제에 대한 인식을 높이고 이러한 문제에 대한 고정관념과 잘못된 정보를 해결하는 것은 전용 젠더 감수성 훈련을 통해 가능하다. 이러한 훈련 프로그램은 일반적으로 젠더 불평등, 고정관념 및 낙인, 그리고 젠더별 의사소통 기술과 같은 주제에 대한 정보를 제공한다. 용어와 젠더 문제의 역사 또한 이 프로그램의 연구 주제이다. 이러한 훈련 모듈의 표준 개발을 위한 국제 협력은 젠더 감수성 및 평등의 진전을 촉진하여 전 세계 삶의 질과 경제 성장을 향상시켰다.
이러한 프로그램의 훈련 방식에는 온라인 모듈 및 사전 녹화된 미디어, 대면 강의 및 교실 환경, 그리고 워크숍 및 기타 그룹 활동이 포함된다. 이러한 프로그램은 단일 세션이거나 장기간에 걸쳐 여러 섹션으로 구성될 수 있다.
젠더 감수성 훈련의 효과는 평균적으로 대부분 긍정적이지만, 대부분의 상황에서 남성이 여성보다 이러한 훈련 프로그램에 대한 수용도가 낮은 것으로 나타났다.

## 지역별 세계 젠더 감수성 발전

### 아프리카
아프리카 대륙의 국가들은 경제적으로 어려움을 겪는 경향이 있지만, 이 지역에서 젠더 감수성을 향상시키는 데 큰 진전이 있었다. 남아프리카 공화국과 같은 나라에서는 전통적인 젠더 규범상 여성의 그런 위업을 고려하지 않았음에도 불구하고 여성들이 자신의 성공적인 사업을 시작하는 데 성공했다. 아직 진전해야 할 부분이 많으며, 이 중 많은 부분이 여성의 경력 발전을 방해하는 법률을 되돌리기 위한 정부의 개입에 의해 영향을 받을 수 있다.

### 인도
젠더는 인도인의 사고방식에서 큰 역할을 한다. 인도에서 소년과 소녀 지표의 분리는 남성과 여성 사이에 거리를 만든다. 소년의 남성성 지표에는 자동차, 파란색, 그리고 슈퍼히어로가 포함된다. 소녀의 여성성 지표에는 인형, 분홍색, 그리고 공주가 포함된다.

### 중동
사우디아라비아와 아랍에미리트와 같은 국가들은 높은 경제적 위상에도 불구하고 역사적으로 젠더 감수성 수용률이 낮았다. 현재 이 지역의 많은 여성들은 가정 관리 및 육아와 같은 전통적인 주부의 의무에 갇혀 있다. 이러한 문화적 경직성의 일부는 중동 국가 경제의 석유 의존성에 기인한다.

### 스칸디나비아
스웨덴은 젠더 감수성을 높이기 위해 강력한 노력을 기울이고 있다. 스웨덴은 최근 일반 언어에 중성 대명사인 "hen"이라는 단어를 추가했다. 이는 아동의 젠더 중립적 사고방식을 촉진한다.

### 영국
영국의 페미니스트 운동은 여성과 남성 모두를 위한 젠더 감수성 수용을 증가시켰다. 모든 젠더를 위한 사회 서비스 확대와 이러한 대화를 일상화하는 것은 이 지역의 긍정적인 발전을 이끌었다.

## 같이 보기
- 성평등
- 젠더 민감화
- 젠더 고정관념